# Lenguas de Vanuatu meridional
Las lenguas del sur de Vanuatu es un subgrupo de las lenguas oceánicas meridionales. Agrupa a nueve idiomas.

## Clasificación
Según la obra Ethnologue, este subgrupo de lenguas está integrado por:
- Aneityum
- Lenguas erromanga
  - Sie
  - Ifo
  - Ura
- Lenguas tanna
  - Kwamera
  - Lenakel
  - Tanna del norte
  - Tanna del sudoeste
  - Whitesands

## Comparación léxica
Los numerales del 1 al 10 en diferentes ramas de lenguas de Vanuatu meridional son:
| GLOSA | Aneityum (Anejom) | Erromango      | Erromango | Tanna   | Tanna               | Tanna      | PROTO- VANUATU MERIDIONAL |
| GLOSA | Aneityum (Anejom) | Sie (Sye)      | Ura       | Lenakel | Tanna sudoccidental | Whitesands | PROTO- VANUATU MERIDIONAL |
| ----- | ----------------- | -------------- | --------- | ------- | ------------------- | ---------- | ------------------------- |
| 1     | ithii             | haiteven haihi | ai(ɣan)   | karena  | kɨrikianə           | kətiəh     | *tai~ *hai                |
| 2     | erou              | nruru          | ɡelu      | k-iu    | kɨraru              | kəiu       | *-ru                      |
| 3     | eseč              | nrehel         | ɡehli     | kɨsil   | kɨsisɨr             | kɨsɨl      | *-səl                     |
| 4     | emanohowan        | nrvat          | lemelu    | kuvɨr   | kuas                | kuvɨt      | *-vat                     |
| 5     | ničman            | sukrim         | suworem   | katilum | kɨrkɨrɨp            | kərilem    | *-rim                     |
| 6     | meled             | mehikai        | misai     | 5 + 1   | 5 + 1               | (sikis)    | *5+1                      |
| 7     | meled- erou       | sukrim- nruru  | sinelu    | 5 + 2   | 5 + 2               | (sepen)    | *5+2                      |
| 8     | meled- eseč       | sukrim- rehel  | sinehli   | 5 + 3   | 5 + 3               | (eit)      | *5+3                      |
| 9     | meled- emanohowan | sukrim- ndvat  | sinivat   | 5 + 4   | 5 + 4               | (naen)     | *5+4                      |
| 10    | ničman- ničman    | narwolem       | lurem     | 5 + 5   | 5 + 5               | (ten)      | *5+5                      |

Los términos entre paréntesis son préstamos del inglés.